# Saint-Maurice-de-Satonnay
Saint-Maurice-de-Satonnay település Franciaországban, Saône-et-Loire megyében. Lakosainak száma 484 fő (2022. január 1.). Saint-Maurice-de-Satonnay Péronne, Azé, Clessé, Igé, Laizé és Verzé községekkel határos.

## Népesség
A település népessége az elmúlt években az alábbi módon változott:
| Lakosok száma | 456  | 493  | 510  | 486  | 477  | 468  | 482  | 479  | 484  |
|               | 2013 | 2015 | 2016 | 2017 | 2018 | 2019 | 2020 | 2021 | 2022 |